# Umberto Colombo (football)
Pour les articles homonymes, voir Umberto Colombo et Colombo (homonymie).
Umberto Colombo (né le 21 mai 1933 à Côme en Lombardie et mort le 26 octobre 2021) à Bergame, est un joueur de football italien, qui évoluait au poste de milieu de terrain.

## Palmarès
| Juventus - Championnat d'Italie (3) : - Champion : 1957-58, 1959-60 et 1960-1961. - Coupe d'Italie (2) : - Vainqueur : 1958-59 et 1959-60. |  | Atalanta - Coupe d'Italie (1) : - Vainqueur : 1962-63. |